# Absence of War Does Not Mean Peace
Absence of War Does Not Mean Peace – siódmy album studyjny fińskiej grupy black metalowej Impaled Nazarene.
W teledysku do utworu Hardboiled and Still Hellbound wystąpiła fińska aktorka pornograficzna Rakel Liekki.

## Lista utworów
1. "Stratagem" – 01:12
2. "Absence of War" – 02:27
3. "The Lost Art of Goat Sacrificing" – 03:54
4. "Prequel to Bleeding (Angels III)" – 02:48
5. "Hardboiled and Still Hellbound" – 02:31
6. "Into the Eye of the Storm" – 04:44
7. "Before the Fallout" – 01:05
8. "Humble Fuck of Death" – 02:53
9. "Via Dolorosa" – 04:08
10. "Nyrkillä Tapettava Huora" – 03:00
11. "Never Forgive" – 03:58
12. "Satan Wants You Dead" – 00:16
13. "The Madness Behind" – 04:12

## Twórcy
- Mika Luttinen - wokal
- Teemu "Somnium" Raimoranta - gitara
- Jarno Anttila - gitara
- Reima Kellokoski - perkusja
- Mikael Arnkil - gitara basowa